# Alfonso Novo
Alfonso Novo Belenguer (ur. 21 kwietnia 1959 w Walencji) – hiszpański polityk, prawnik oraz samorządowiec, poseł do Parlamentu Europejskiego IV kadencji.

## Życiorys
Ukończył studia prawnicze na Uniwersytecie w Walencji (1984), kształcił się następnie w zakresie prawa konkurencji i prawa podatkowego. Pracował w zawodzie prawnika. W wyborach do Parlamentu Europejskiego w 1994 kandydował z listy Koalicji Nacjonalistycznej jako przedstawiciel Unión Valenciana. Mandat posła objął w 1996, przystępując do grupy Europejskiego Sojuszu Radykalnego, wchodząc w skład jej prezydium. Pracował m.in. w Komisji ds. Polityki Regionalnej. Z PE odszedł w 1998.
Dołączył następnie do Partii Ludowej, stanął na czele tej partii w Walencji. W latach 1999–2012 wchodził w skład władz miejskich Walencji, początkowo jako concejal (członek zgromadzenia miejskiego), a od 2007 jako zastępca alkada. Odpowiadał m.in. za sprawy transportu i infrastruktury.